# John Hill Burton

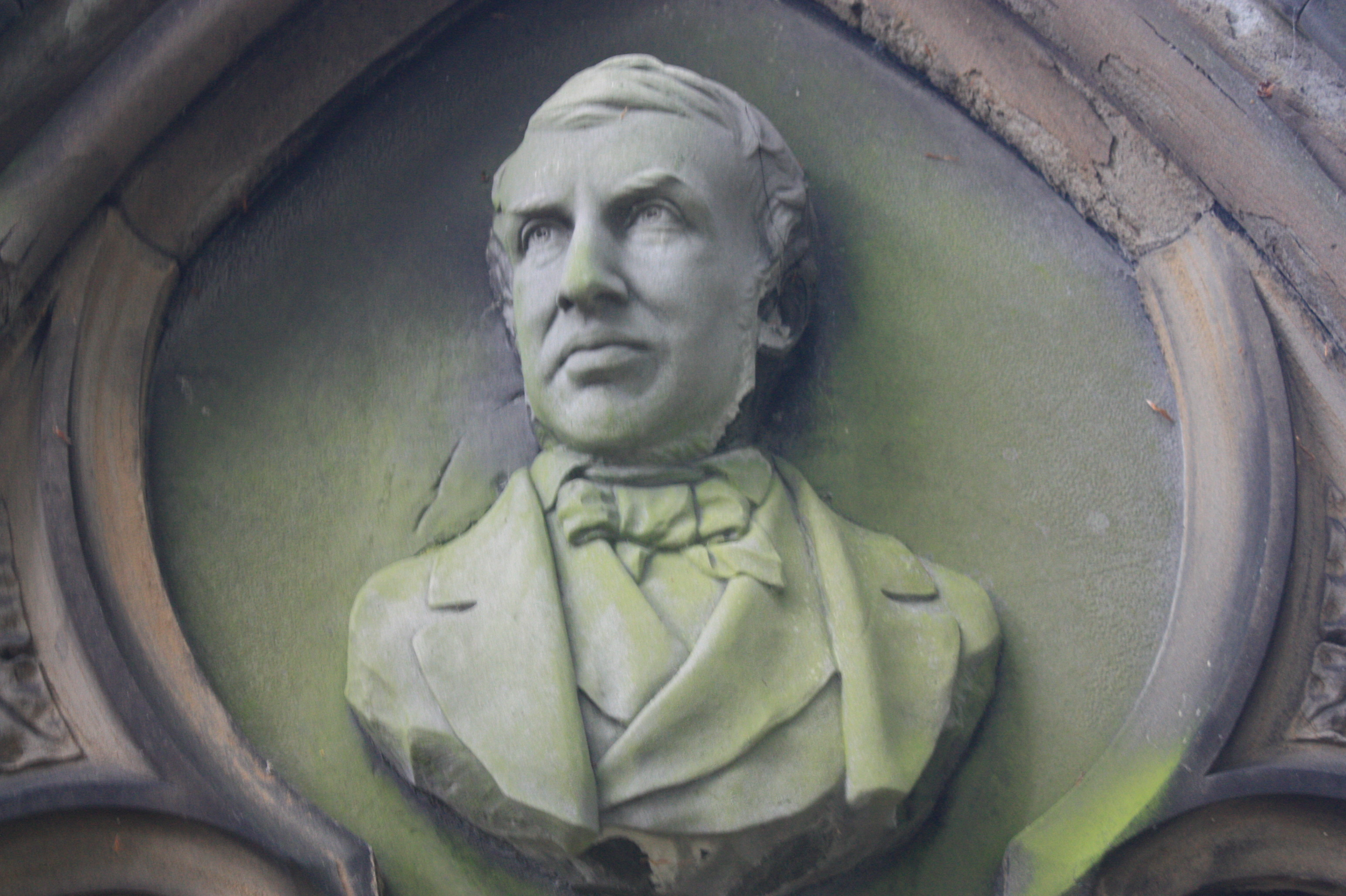
Büste John Hill Burtons auf dem Grab seiner Frau, Dean Cemetery in Edinburgh (Bildhauer: William Brodie in 1881)

John Hill Burton (* 22. August 1809 in Aberdeen; † 10. August 1881) war ein schottischer  Historiker, Schriftsteller und Jurist.

## Leben
Burton wurde als eines der vier Kinder von William Kinninmont Burton († 1819), Leutnant in der Rutland Fencible Cavalry, und Elizabeth Paton († 1848), Tochter von John Paton, Laird of Grandholme, Aberdeen, geboren. Sein jüngste Schwester war Mary Burton.
Burton studierte nach seiner Schulausbildung an der Aberdeen Grammar School und am Marischal College in Aberdeen Rechtswissenschaften. Ab 1831 betätigte er sich als Anwalt in Edinburgh. Zugleich beschäftigte er sich mit literarischen Arbeiten. Seine ersten schriftstellerischen Projekte waren Aufsätze für die Westminster Review; später lieferte er auch Beiträge für die Edinburgh Review und Blackwood's Magazine. Der anfänglich in prekären wirtschaftlichen Verhältnissen lebende Anwalt wurde mit seinem 1839 erschienenen Manual of the Law of Scotland bekannt. 1846 erlangte er hohes öffentliches Ansehen durch sein Werk Life of David Hume, dem die Auswertung bis dahin nicht bekannten Quellenmaterials zugrunde lag. 1854 wurde er zum Sekretär bei der Gefängnisbehörde für Schottland ernannt. Am 29. August 1867 wurde er mit dem Amt des königlichen Historiographen für Schottland betraut. 1877 stieg er zum Kommissar der schottischen Gefängnisbehörde auf. Die Einführung wissenschaftlicher Forschung in der schottischen Geschichtsschreibung gilt als bleibendes Verdienst Burtons.
1847 wurde er zum Fellow der Royal Society of Edinburgh gewählt.

## Werke
- »Manual of the law of Scotland« (1839, zahlreiche Auflagen)
- »The law of bankruptcy« (1845)
- »Life and correspondence of David Hume« (1846, 2 Tle.);
- »Lives of Simon Lord Lovat and Duncan Forbes of Culloden« (1847)
- »Manual of political and social economy« (1849)
- »Emigration« (1851)
- »Narratives from criminal trials in Scotland« (1852, 2 Bde.)
- »History of Scotland from the revolution to the extinction of the last Jacobite insurrection« (1853, 2 Tle.)
- »The book-hunter« (1862; neue Ausg., mit Biographie von Burtons Witwe, 1882; 1900)
- »The Scot abroad« (1864, 2 Bde.; neue Ausg. 1900),
- »The history of Scotland from Agricola's invasion to the revolution of 1688« (1867–70, 7 Bde.; 2. Aufl. 1873, 8 Bde.)
- »History of the reign of Queen Anne« (1880, 3 Bde.)